# Elli Alexiou
Elli (Helle) Alexiou (griechisch Έλλη Αλεξίου; * 22. Mai 1894 in Iraklio, Kreta; † 28. September 1988 in Athen) war eine griechische Schriftstellerin.

## Leben
Die auf Kreta geborene und aufgewachsene Elli Alexiou studierte nach dem Schulbesuch Philologie in Iraklio und war danach sechs Jahre als Lehrerin an einem Mädchengymnasium tätig. 1920 zog sie nach ihrer Eheschließung mit  dem Erzähler Vassilis Daskalakis nach Athen, wo sie auch andere Schriftsteller wie Photios Kontoglou kennenlernte. Im Anschluss war sie als Professorin für Pädagogik und Literatur an der Nationalen und Kapodistrias-Universität Athen und lehrte dort neunzehn Jahre lang. Sie engagierte sich während des Zweiten Weltkrieges in der Nationalen Befreiungsfront (Εθνικό Απελευθερωτικό Μέτωπο), einer Untergrundbewegung des griechischen Widerstands (Andartis).
Nach dem Ende des Zweiten Weltkrieges studierte sie an der Sorbonne Literatur und Sprache und unterrichtete daneben an der Griechischen Schule von Paris. Zwischen 1949 und 1962 war sie in Rumänien im Bildungsministerium tätig und dort Beraterin für die griechischen Schulen in sozialistischen Ländern. 1962 kehrte sie nach Griechenland zurück. 1965 wurde sie wegen ihrer politischen Einstellung festgenommen und befand sich einige Zeit in Haft. Nach ihrer Haftentlassung begab sie sich 1965 ins Exil nach Rumänien, kehrte aber bereits 1966 zurück, wo sie von einem Gericht endgültig freigesprochen wurde. Nach ihrer Rückkehr nach Griechenland widmete sie sich dem Schreiben. Ihre Arbeiten sind von einem poetischen Realismus geprägt und befassen sich mit gesellschaftspolitischen Problemen.
In den folgenden Jahren lebte sie mit dem Schriftsteller Markos Avgeris bis zu dessen Tode 1973 in Athen. Ihr Neffe ist der Musiker Pavlos Sidiropoulos, während ihre ältere Schwester Galatea Alexiou zwischen 1911 und 1926 mit dem bekannten Schriftsteller Nikos Kazantzakis verheiratet war.

## Veröffentlichungen
Sie verfasste neben Romanen auch Dramen und Kinderbücher. Zu ihren bekanntesten Veröffentlichungen, die oft realistisch und gesellschaftskritisch waren, gehören das autobiografisch geprägte Kinderbuch die dritte mädchenschule (1963) sowie die zweibändige Anthologia hellēnikēs antistasiakēs logotechnias 1941-1944 (Band 1 1965, Band 2 1971).